# Bradyidius rakuma
Bradyidius rakuma is een eenoogkreeftjessoort uit de familie van de Aetideidae. De wetenschappelijke naam van de soort is voor het eerst geldig gepubliceerd in 1977 door Zvereva.